# Tófű, Baranya
Tófű este un sat în districtul Komló, județul Baranya, Ungaria, având o populație de 144 de locuitori (2011). 

## Demografie
Componența etnică a satului Tófű
     Maghiari (87,16%)
     Germani (8,26%)
     Romi (4,59%)
Componența confesională a satului Tófű
     Romano-catolici (40,97%)
     Luterani (13,89%)
     Fără religie (4,17%)
     Necunoscută (40,97%)
Conform recensământului din 2011, satul Tófű avea 144 de locuitori. Din punct de vedere etnic, majoritatea locuitorilor (87,16%) erau maghiari, existând și minorități de germani (8,26%) și romi (4,59%). Nu există o religie majoritară, locuitorii fiind romano-catolici (40,97%), luterani (13,89%) și persoane fără religie (4,17%). Pentru 40,97% din locuitori nu este cunoscută apartenența confesională.